# Horvátország a 2024. évi nyári olimpiai játékokon
Horvátország a franciaországi Párizsban megrendezett 2024. évi nyári olimpiai játékok egyik részt vevő nemzete volt. Az országot az olimpián 15 sportágban 73 sportoló képviselte, akik összesen 7 érmet szereztek.

## Kerékpározás

### BMX
Szabadgyakorlat
| Versenyző    | Versenyszám | Selejtező | Selejtező | Döntő   | Döntő   | Helyezés |
| Versenyző    | Versenyszám | Pont      | Hely.     | Pont    | Hely.   | Helyezés |
| ------------ | ----------- | --------- | --------- | ------- | ------- | -------- |
| Marin Ranteš | Férfi       | 76,29     | 11.       | kiesett | kiesett | 11.      |

## Úszás
Férfi
| Versenyző       | Versenyszám    | Előfutam | Előfutam | Előfutam | Elődöntő | Elődöntő | Elődöntő | Döntő   | Döntő    |
| Versenyző       | Versenyszám    | Idő      | Hely.    | Össz.    | Idő      | Hely.    | Össz.    | Idő     | Helyezés |
| --------------- | -------------- | -------- | -------- | -------- | -------- | -------- | -------- | ------- | -------- |
| Jere Hribar     | 50 m gyors     | 22,08    | 2.       | 22.      | kiesett  | kiesett  | kiesett  | kiesett | kiesett  |
| Nikola Miljenić | 100 m gyors    | 49,34    | 8.       | 33.      | kiesett  | kiesett  | kiesett  | kiesett | kiesett  |
| Nikola Miljenić | 100 m pillangó | 53,32    | 1.       | 30.      | kiesett  | kiesett  | kiesett  | kiesett | kiesett  |

Női
| Versenyző    | Versenyszám | Előfutam | Előfutam | Előfutam | Elődöntő | Elődöntő | Elődöntő | Döntő   | Döntő    |
| Versenyző    | Versenyszám | Idő      | Hely.    | Össz.    | Idő      | Hely.    | Össz.    | Idő     | Helyezés |
| ------------ | ----------- | -------- | -------- | -------- | -------- | -------- | -------- | ------- | -------- |
| Jana Pavalić | 50 m gyors  | 25,24    | 8.       | 25.      | kiesett  | kiesett  | kiesett  | kiesett | kiesett  |
| Jana Pavalić | 100 m gyors | 55,77    | 8.       | 21.      | kiesett  | kiesett  | kiesett  | kiesett | kiesett  |